# Irigh N'Tahala
Irigh N Tahala (franska: Irigh N Tahala (CR), Irigh N Tahala (Commune Rurale), arabiska: املن) är en kommun i Marocko.   Den ligger i provinsen Tiznit och regionen Souss-Massa, i den centrala delen av landet, 500 km söder om huvudstaden Rabat. Antalet invånare är 1 967.